# Nils Rosén (Fußballspieler)
Nils Henning Rosén (* 22. Mai 1902 in Helsingborg; † 25. Juni 1951 ebenda) war ein schwedischer Fußballnationalspieler.
Rosén begann mit 14 Jahren mit dem Fußballspiel bei Helsingborgs FF. Mit 19 Jahren wechselte er 1922 zum Erstligisten und Ortsrivalen Helsingborgs IF und wurde dort schon nach kurzer Zeit Stammspieler auf der Position des Mittelläufers. Nachdem er in der Saison 1927/28 aufgrund einer schweren Beinverletzung die komplette Saison ausfiel und seine Mannschaft Ligazweiter wurde, kehrte er zur Saison 1928/29 in die Mannschaft zurück und gewann zum ersten Mal die Meisterschaft. Insgesamt errang Rosén in der schwedischen Eliteklasse Allsvenskan vier Meistertitel. Der vor allem für sein Kopfballspiel und taktisches Geschick bekannte Rosén beendete 1935 seine aktive Laufbahn nach 212 Erstligapartien und zwölf Toren. 
Rosén gab sein Debüt für Schweden am 21. Juni 1925 bei einem 1:0-Sieg über die deutsche Nationalmannschaft. Bei der Weltmeisterschaft 1934 in Italien stand Rosén in beiden Partien als Kapitän der Skandinavier auf dem Platz und schied nach einer 1:2-Niederlage gegen die deutsche Elf aus dem Turnier aus. Bereits wenige Monate später – am 23. September 1934 – spielte Rosén letztmals im Nationaldress. Insgesamt brachte er es auf 25 Einsätze, davon sechs als Kapitän der Landesauswahl.

## Erfolge
- Schwedischer Meister: 1929, 1930, 1933, 1934

| Personendaten    | Personendaten                            |
| ---------------- | ---------------------------------------- |
| NAME             | Rosén, Nils                              |
| ALTERNATIVNAMEN  | Rosén, Nils Henning (vollständiger Name) |
| KURZBESCHREIBUNG | schwedischer Fußballnationalspieler      |
| GEBURTSDATUM     | 22. Mai 1902                             |
| GEBURTSORT       | Helsingborg                              |
| STERBEDATUM      | 25. Juni 1951                            |
| STERBEORT        | Helsingborg                              |